# Wąsal obrożny
Wąsal obrożny (Lybius torquatus) – gatunek małego ptaka z rodziny tukanowatych (Ramphastidae). Występuje w Afryce, od Ugandy i Kenii na południe. Nie jest zagrożony wyginięciem, jedynie w przypadku podgatunku irroratus, jednego z 7 wyróżnianych przez IOC, populacja ma trend spadkowy.
Długość ciała wynosi 18 cm. Czoło, boki głowy oraz gardło czerwone; bardzo rzadko zdarza się żółte ubarwienie tych obszarów. Kark, wierzch głowy i pierś czarne. Skrzydła brązowe, lotki posiadają jasnożółte obrzeżenia na zewnętrznych chorągiewkach. Sterówki brązowe. Spód ciała białawy do niemal żółtego. Dziób czarny, nogi szare.
Środowisko życia stanowią świetliste lasy. Żywi się owocami oraz owadami. Gniazdo umieszczone w dziupli. W lęgu 3–4 jaja, inkubacja trwa 18–19 dni. Młode opuszczają gniazdo po około 38 dniach od wyklucia.

## Taksonomia
Gatunek po raz pierwszy opisał Charles Dumont de Sainte Croix w roku 1805 w 4. tomie dzieła Dictionnaire des Sciences naturelles. Zastosował wtedy nazwę Bucco torquatus. Holotyp dostarczył François Levaillant, który błędnie twierdził, że okaz pochodzi z Brazylii; w rzeczywistości został odłowiony w Cookhouse w Prowincji Przylądkowej Wschodniej (RPA). Do rodzaju Bucco wąsal obrożny został także przypisany w Le Regne Animal distribue d'apres son organisation pod nazwą B. nigrithorax. W roku 1901 w czasopiśmie „Ibis” gatunek ten został przydzielony do rodzaju Melanobucco z obecną nazwą gatunkową, jako M. torquatus. W opublikowanym w roku 1903 tomie Birds of South Africa gatunek widniał jednak już pod obecną nazwą, Lybius torquatus.
Lokalne nazwy dla tego gatunku to Isikurukuru (Zulusi) oraz Chilagodo (w regionie Angónia, Mozambik).
Najbliżej spokrewnionym gatunkiem jest wąsal czerwonogardły (Lybius guifsobalito), którego cechują podobne upierzenie, rozmiar i zaloty co wąsala obrożnego; nie tworzą jednak supergatunku. Blisko spokrewnionym gatunkiem jest także wąsal czerwonolicy (Lybius rubrifacies).
Podgatunek bocagei był niegdyś błędnie przypisany jako podgatunek brodacznika białouchego (Stactolaema leucotis). W 1966 roku wyszczególniono podgatunek nampuju z południowej Tanzanii, którego cechowało białe gardło; przypuszczalnie jednak była to odmiana podgatunku zombae. Według IOC (v10.2) wyróżnia się następujące podgatunki:

- L. t. zombae (Shelley, 1893)
- L. t. pumilio Grote, 1927
- L. t. irroratus (Cabanis, 1878)
- L. t. congicus (Reichenow, 1898)
- L. t. vivacens Clancey, 1977
- L. t. bocagei (Sousa, 1886)
- L. t. torquatus (Dumont, 1805)

### Znaczenie nazwy naukowej
Nazwa rodzajowa Lybius pochodzi od greckiego słowa libuos; oznacza ptaka nieznanego gatunku, o którym wspominali Arystoteles i Arystofanes. Nazwa gatunkowa torquatus oznacza po łacinie „obrożny”.

## Morfologia
Występują, prócz różnic w ubarwieniu podgatunków, dwie formy barwne podgatunku nominatywnego. Różnią się ubarwieniem głowy oraz gardła i piersi. Części te mogą być czerwone lub żółte. Dymorfizm płciowy nie występuje. Niezależnie od formy tył głowy, kark, pierś i górna część brzucha czarne. Pozostała część grzbietu, ogon i pokrywy skrzydłowe brązowe z małymi, żółtymi prążkami. Kuper i pokrywy nadogonowe jasnożółte. Lotki brązowe z żółtawym obrzeżeniami zewnętrznych chorągiewek, mniej widoczna jest ta cecha na lotkach II rzędu. Lotki III rzędu i pokrywy podskrzydłowe kremowobiałe.
U osobników młodych upierzenie jest ciemniejsze, cała głowa, gardło i pierś ciemnofioletowoczarne; jedynie po bokach głowy występuje szkarłatna plamka; dziób brązowy.
Po raz pierwszy osobniki z żółtą głową zebrano w roku 2000 w liczbie dwóch. Oba umarły, wpadając na szybę. Jeden został wysłany do Wielkiej Brytanii, nie jest obecnie znane miejsce przechowywania okazu; drugi został zabrany do Ditsong Museum. Czoło, broda, gardło i boki głowy tego osobnika były jasnożółte. Niektóre z pozostałych części upierzenia przypominały podgatunek irroratus. Górna część ogona była niemal czarna. Osobniki z żółtą głową widziane były także w roku 1974 (kolor określono jako limonkowy) i 1979 (przypuszczalnie ten sam okaz), 1987, 1995, 2002, 2008, 2011 oraz jeden raz z datą niemożliwą do ustalenia. Obserwowano je głównie w RPA, ale i w Zambii i Zimbabwe. Nie jest znana przyczyna żółtego zabarwienia w przypadku tego gatunku. Jego barwa czerwona spowodowana jest obecnością karotenoidów. Żółte karotenoidy pod wpływem utleniania zmieniają się w czerwone. Przypuszczalnie u okazów o żółtej głowie i gardle zamiana ta nie zachodzi.
W Ditsong Museum znajduje się kilka innych okazów wąsali obrożnych o nietypowym ubarwieniu. Jeden jest pozbawiony czarnej obroży, pięć posiada mniej intensywną barwę czerwoną niż u podgatunku nominatywnego. Wszystkie te pięć osobników pochodzi z okolic Johannesburga lub Pretorii, 3 z nich mają także czarny ogon, podobnie jak u pochodzącego z 2000 roku okazu. Z lat 1967 i dwukrotnie z 1980 pochodzą doniesienia o osobnikach leucystycznych, ze znacznie jaśniejszym upierzeniem.
Wymiary średnie
Długość ciała wynosi 18 cm. Długość skrzydła wynosi 88–96 mm, skoku – 20,6–23,5 mm, sterówek – 53–61 mm, a dzioba – 21,2–24,8 mm.
Masa ciała
Masa ciała wynosi 35–50 g.

## Zasięg występowania
Całkowity zasięg występowania szacowany jest na 4 660 000 km². Północną granicę zasięgu występowania wyznacza równoleżnik 8°S. Zasięg występowania rozciąga się od wschodniej Kenii i południowej Ugandy poprzez wschodnią Rwandę i Burundi po centralną Tanzanię na zachód do zachodniej Angoli i na południe poprzez Mozambik, Zambię, Malawi i Suazi po RPA. Wąsal obrożny obserwowany był także w Maseru, stolicy Lesotho.

### Habitat
Zasiedla świetliste lasy, tworzone np. przez akacje czy drzewa z rodzaju Brachystegia; w tym lasy mieszane, składające się na przykład z przedstawicieli rodzajów Parinari i Pericopsis. Prócz tego napotkać go można w lasach nadbrzeżnych, zadrzewionych obszarach trawiastych, ogrodach, farmach i plantacjach. Unika gęstych lasów, terenów pustynnych i lasów bardzo suchych. Spotykany do wysokości 1820 m n.p.m.

## Behawior

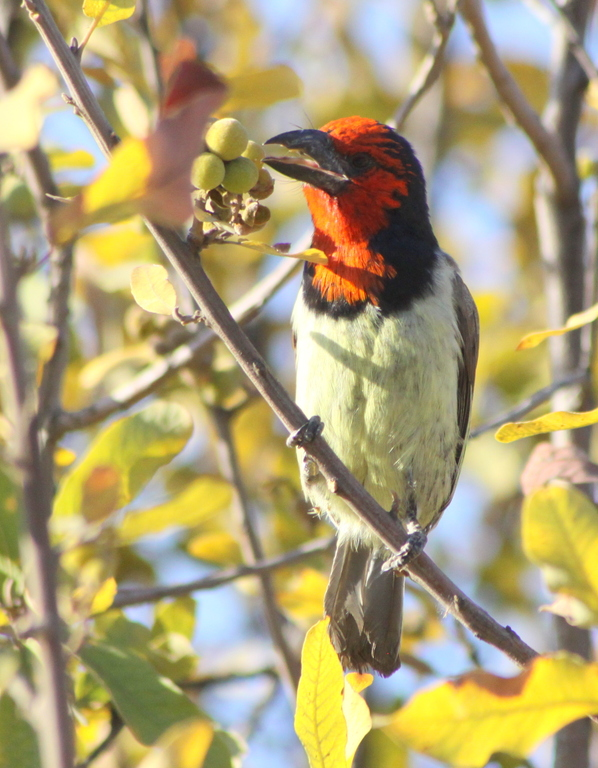
Osobnik żerujący na owocach Pappea capensis

Przebywa pojedynczo lub parami w wysokich partiach roślinności, często na skrajach lasów lub blisko wody. Odwiedza ogrody i farmy, nie obawia się ludzi. Niekiedy nachodzą się terytoria tego gatunku oraz wąsala czerwonolicego (Lybius rubrifacies). Wąsale obrożne odbywają pokazy wokalne, w których przewodzi jedna para tych ptaków, oraz ceremonie powitalne. Odzywają się wup, pup lub pup-up. W ceremoniach powitalnych przeważa odgłos tyaw trwający 0,2 lub 0,4 sekundy. Odnotowano także zgrzytliwe ddd lub zzz, trwające około 0,5 sekundy (rzadko 2). W trakcie zmiany wysiadujących ptaków odzywają się one tsh tsh, podobny odgłos występuje także w trakcie odganiania miodowodów szarogłowych (Indicator minor).
Wobec tego gatunku dominujące są wąsale czerwonobrewe (L. chaplini), brodaczniki białoskrzydłe (Stactolaema whytii), żółtolice (S. anchietae) oraz oliwkobrodale (S. olivacea).

### Pożywienie
Żywi się głównie owocami, szczególnie figowców (Ficus). Dietę uzupełnia owadami, które wydłubuje z kory i zbiera z liści, niekiedy łapie w locie z czatowni. Odnotowane jest zjadanie owoców roślin z rodzajów Syzydium, Rhus, Euclea, Dovyalis, Diospyros oraz owoców roślin z gatunków Scutia myrtina i Sideroxylon inerme. Prócz tego żywi się larwami ciem Imbrasia belina, nektarem aloesów i Schotia brachypetala oraz strączkami roślin z gatunków Senna singueana i Senna petersiana.

## Lęgi
Wyprowadza do 4 lęgów w trakcie sezonu. Do gniazdowania potrzebuje obszarów z martwymi drzewami. U ptaków obserwowanych w Kenii rozmiar terytorium wynosił około 21 hektarów, w południowej Zambii 50 ha, zaś w RPA 80–125 ha. Termin lęgów zależny od miejsca występowania. We wschodniej Kenii i północnej Tanzanii okres lęgowy rozpoczyna się w styczniu; od sierpnia do grudnia w większości Tanzanii; od kwietnia do maja w Rwandzie; od września do listopada w Zimbabwe i Malawi (w Malawi także w lutym); w południowym Mozambiku i RPA od września do listopada. W trakcie zalotów ptaki dygają i lecą wznoszącym się lotem.
Gniazdo stanowi samodzielnie stworzona dziupla o okrągłym otworze. Jedno gniazdo, mieszczące się w figowcu, znajdowało się na wysokości ok. 9,1 metra nad ziemią. Dziupla może mieścić się w drzewach z gatunków Acacia senegal i Euphorbia triangularis oraz z rodzajów Erythrina i Brachystegia.
W roku 1983 M.H. Ivy zaobserwował jaja złożone pod martwą wierzbą w liczbie czterech; możliwe, że jaja są składane, zanim dziupla jest gotowa. Zniesienie liczy 3–4 jaja. Zebrane w grudniu w Umgeni w okolicach Durbanu jaja w liczbie trzech były całkowicie białe, połyskliwe, o wymiarach około 2,43 x 1,75 cm.
Inkubacja trwa 18–19 dni. Wysiadujący ptak nie opuszcza gniazda, nawet zaniepokojony przez człowieka. W Tanzanii pewien kolekcjoner jaj ściął całą gałąź z dziuplą; po przyniesieniu do domu wysiadujący wąsal nadal się w niej znajdował. Osobniki młode po wykluciu posiadają charakterystyczne zgrubienie na stawie skokowym i czerwone zajady. Odchody młodych są usuwane z dziupli. Występuje gniazdowanie kooperatywne. Przez około 6 dni od wyklucia jeden z pomocników lęgowych strzeże dziupli, natomiast rodzice i reszta pomocników karmią młode. Otrzymują one owoce i owady. Mają całkowicie otwarte oczy po 11–19 dniach od wyklucia. Po 28 dniach od wyklucia zaczynają wychodzić z dziupli, zaś po 33–35 dniach są już w pełni opierzone. Nadal nocują w okolicach dziupli. Pozostają z rodzicami przez około 5 miesięcy, potem mogą zostać pomocnikami lęgowymi. Najstarszy zaobrączkowany ptak przeżył 4,5 roku.
Pasożytami lęgowymi wąsali obrożnych są miodowody łuskogardłe (Indicator variegatus) i miodowody szarogłowe (I. minor), jednakże wąsale bronią swoich gniazd. W roku 1980 doniesiono o odnalezieniu w dziupli Lybius torquatus zakrwawionej samicy miodowoda szarogłowego z jajem w jajowodzie.

## Podgatunki
| Podgatunek                       | Zasięg występowania | Morfologia |
| -------------------------------- | --- | --- |
| L. t. zombae (Shelley, 1893)     | Południowa Tanzania do południowego Malawi oraz północno-wschodniego i centralnego Mozambiku                                          | Brak czerwieni w upierzeniu, na głowie, gardle i piersi różowy odcień. Gardło i pokrywy uszne kremowe. Tęczówka czerwona, dziób czarny, stopy szare. Wymiary holotypu: dziób 21 mm, skrzydło 82 mm, ogon 49 mm, skok 22 mm |
| L. t. pumilio Grote, 1927        | Wschodnia Demokratyczna Republika Konga do zachodniej Tanzanii, północnego Malawi, wschodniej Zambii i północno-zachodniego Mozambiku | Według pierwszego opisu upierzenie przypominające Lybius torquatus congicus. Podane dla kilku osobników wymiary skrzydła: 85–91 mm (zazwyczaj 86–88 mm). W porównaniu do L. t. congicus skrzydła mniejsze |
| L. t. irroratus (Cabanis, 1878)  | Wschodnia Kenia do centralnej Tanzanii                                                                                                | Opisany po raz pierwszy jako osobny gatunek Pogonorhynchus irroratus, wymiarów holotypu nie podano, zanotowano jedynie, że jest „mniejszy niż podgatunek torquatus”. Czerwone partie upierzenia są bardziej ceglaste, pióra na gardle i szyi o lancetowatym kształcie. Skrzydło 80–88 mm, ogon 55–56 mm, dziób 20–22 mm, skok 22 mm. |
| L. t. congicus (Reichenow, 1898) | Południowo-centralna DR Kongo i północna Angola do północnej Zambii                                                                   | Grzbiet i kuper szarobrązowe, poza tym przypomina podgatunek nominatywny. Skrzydło 90–95 mm, ogon 60–70 mm, dziób 22–23 mm, skok 23 mm |
| L. t. vivacens Clancey, 1977     | Wschodnie Zimbabwe do południowego Malawi i południowo-centralnego Mozambiku                                                          | Syn. L. t. albigularis, L. zombae albigularis. Pióra na głowie, piersi i gardle białe. Skrzydło 82–83 mm, ogon 48 mm, dziób 21,5–23 mm |
| L. t. bocagei (Sousa, 1886)      | Południowa Angola i północna Namibia do południowo-zachodniej Zambii, zachodnie Zimbabwe i północno-zachodnia Botswana                | Na spodzie ciała występują ciemne prążki. Skrzydło (♂♂) 89–94 mm, ♀ 88 mm (osobniki zebrane w okolicach Morro de Môco) |
| L. t. torquatus (Dumont, 1805)   | Południowo-wschodnia Botswana i Południowa Afryka                                                                                     | Czoło, boki głowy, gardło i szyja karmazynowe. Pozostałe aspekty morfologii podgatunku nominatywnego zostały opisane w sekcji Morfologia. |

## Status, zagrożenia
Według IUCN gatunek klasyfikowany jako najmniejszej troski (LC, Least Concern). Całkowita populacja nie została oszacowana, jednak jest to gatunek pospolity w większości zasięgu występowania. Populacja podgatunku irroratus zmniejsza się w wyniku niszczenia środowiska.